# Жуков, Сергей Петрович
Серге́й Петро́вич Жу́ков (23 ноября 1975, Новосибирск) — российский хоккеист. Почти всю карьеру выступал за ярославский «Торпедо»/«Локомотив». Заслуженный мастер спорта России (2002).

## Карьера
С 1983 года занимался хоккеем в школе «Сибири» (в год выхода команды в высшую лигу). Первый тренер — Валерий Студенков. В 17 лет появился в основном составе «Сибири». В феврале 1993 года переехал вместе со своим первым тренером и пятёркой партнёров в «Торпедо» Ярославль. Сначала провёл сезон в фарм-клубе «Яринтерком», а 24 октября 1994 года дебютировал в основном составе «Торпедо» в выездном поединке против СКА (1:3).
Рекордсмен клуба по количеству игр — 912 матчей, а также игр в плей-офф — 162 матча. Делит первое место с Дмитрием Красоткиным по количеству проведённых сезонов за клуб — 17 лет подряд выступал за «Локомотив», набрав 105 (23+82) очков.

## Достижения

### Командные

#### Клубные
| Год  | Клуб                | Достижение                                    |   |
| ---- | ------------------- | --------------------------------------------- | - |
| 1997 | Торпедо Ярославль   | Чемпион России по хоккею                      | 1 |
| 1998 | Торпедо Ярославль   | Бронзовый призер Чемпионата России по хоккею  | 3 |
| 1999 | Торпедо Ярославль   | Бронзовый призер Чемпионата России по хоккею  | 3 |
| 2002 | Локомотив Ярославль | Чемпион России по хоккею                      | 1 |
| 2003 | Локомотив Ярославль | Чемпион России по хоккею                      | 1 |
| 2003 | Локомотив Ярославль | Серебряный призер Континентального Кубка      | 2 |
| 2003 | Локомотив Ярославль | Бронзовый призер Кубка Шпенглера              | 3 |
| 2005 | Локомотив Ярославль | Бронзовый призер Чемпионата России по хоккею  | 3 |
| 2008 | Локомотив Ярославль | Серебряный призер Чемпионата России по хоккею | 2 |
| 2009 | Локомотив Ярославль | Серебряный призер КХЛ                         | 2 |
| 2011 | Локомотив Ярославль | Бронзовый призер КХЛ                          | 3 |

#### В составе сборной России
| Год  | Достижение                                  |   |
| ---- | ------------------------------------------- | - |
| 2002 | Серебряный призер Чемпионата Мира по хоккею | 2 |
| 2006 | Победитель Еврохоккейтура                   |   |

Участие
- Участник Олимпийских игр: 2006
- Участник Чемпионатов мира: 1998, 2001, 2002, 2006
- Участник «Матча Всех Звёзд» чемпионата России: 2001
- Участник Евролиги: 1998

## Статистика
| Легенда | Легенда                    | Легенда | Легенда                   | Легенда | Легенда    |
| ------- | -------------------------- | ------- | ------------------------- | ------- | ---------- |
| И       | Количество проведённых игр | Штр     | Штрафное время            | +/−     | Плюс-минус |
| Г       | Голы                       | П       | Голевые передачи          | О       | Очки       |
| -       | Статистика неизвестна      | —       | Статистика не учитывалась |         |            |

## Призы
- «Джентльмен на льду»: 2004, 2010